# Evergestis dumerlei
Evergestis dumerlei is een vlinder uit de familie grasmotten (Crambidae). De wetenschappelijke naam is voor het eerst gepubliceerd in 2003 door Patrice Leraut.

## Verspreiding
De soort komt voor in Frankrijk, Portugal, Spanje, Italië en Marokko.

## Waardplanten
De rups leeft op Lepidium subulatum (Brassicaceae).